# 科林托 (考卡省)
科林托是哥倫比亞的城鎮，位於該國西南部，由考卡省負責管轄，距離首府波帕揚118公里，始建於1867年5月25日，面積320平方公里，海拔高度1,050米，2005年人口29,267。
3°10′26″N 76°15′34″W / 3.17389°N 76.25944°W